# Ніжинське (Ніжинський район)
Ніжинське (до 1928 — Синяки, 1928–2016 — Григоро-Іванівка) — село в Україні, у Талалаївській сільській громаді Ніжинського району Чернігівської області. Населення становить 1050 осіб.
З 2020 в складі Ніжинського старостинського округу N3 Талалаївської сільської ради Ніжинського району Чернігівської області. Орел Володимир Васильович — староста.

## Історія
Історія села почалася приблизно з XVII століття, але перші поселення  зафіксовані на території сучасного села існували уже в 3-2 тисячолітті до нашої ери:
- Поселення доби бронзи, ранньозалізного віку Григоро-Іванівка 1 – розташоване на відстані 1600 метрів на південь від південно-західної околиці міста Ніжин та за 800 метрів на північний захід від північної околиці села Григоро-Іванівка. Поселення займає невелику ділянку лівого берега річки Остер, майже на рівні заплави. Культурний шар простежується кількома плямами на задернованій поверхні у викидах нір гризунів і частково – на нерозораній поверхні ґрунту на захід від міських очисних споруд. Поселення тягнеться вузькою смугою близько 150 метрів.
- Поселення доби бронзи, ранньозалізного віку, давньоруського часу Підкова розташоване на підвищеній ділянці правого берега річки В’юниці (ліва притока річки Остер), за південно-західною околицею села Григорово-Іванівка. За 100 метрів на південь від пам’ятки знаходиться залізничний міст колії Ніжин-Київ, площа – 200 на 140 метрів. Окремі знахідки ліпної кераміки доби бронзи і ранньозалізного віку трапляються уздовж берегів річки В’юниці за 150 – 200 метрів на північ від пам’ятки.
- Поселення доби бронзи, ранньозалізного віку Григорово-Іванівка 2 (В’юниця) – за південною околицею села Григорово-Іванівка вздовж низького правого берега річки В’юниця, за 30 метрів на південний схід від мосту залізниці Ніжин-Київ. За 130 метрів на південь від поселелення Підкова. Культурний шар зафіксовано двома плямами: північною (70 на 150 метрів) та південною (70 на 200 метрів).
- Черняхівське поселення Чичва 2 – на західній околиці села Григорово-Іванівка в урочищі Чичва. Займає підвищену ділянку та схили мису, утвореного вигином лівого берега струмка Чичва (права притока річки В’юниці) біля лівого його гирла. Площа – 120 на 150 метрів.
- Поселення доби бронзи, ранньозалізного віку, черняхівської культури, давньоруського часу Чичва-Роковщина – на західній околиці села Григорово-Іванівка (на південь від південно-західної околиці села) на правому березі струмка Чичва, навпроти поселення Чичва 2. Розмір – 500 на 80 метрів, 240 на 80 метрів.
- Поселення доби брозни Будинок тваринника – за 80 метрів на північний захід від села, розмір – 100 на 20 метрів і 100 на 30 метрів.
- Поселення доби бронзи, ранньозалізного віку Вєтхоє 3 – за 500 метрів на північ від північної околиці села, на схід від урочища Вєтхоє.

Процес заселення території сучасного населеного пункту розпочався в першій половині XVII століття. Враховуючи сучасні топографічні дані, люди оселилися в старому городищі, спаленому татаро-монголами. За сільськими порядками та його громадським життям спостерігав сільський війт, який підпорядковувався Ніжинській ратуші.
У Малоросійській переписній книзі 1666 року зазначається, що село Синяки розташоване на річці Крапивна (сучасна назва В'юнниця).
За часів гетьманування Самойловича та Мазепи воно було у підпорядкуванні Ніжинської ратуші і належало до 2-ї сотні Ніжинського козацького полку.
За розповідями жителів село було створене козаками та вільними селянами.
Одні говорять що село було назване Синяки на честь козака, який заснував село, інші що на честь пана Синяка, який господарював на тих землях, та достовірної інформації немає.
Спочатку на території, де розміщене сучасне село існувало 12 хуторів, а тільки згодом хутори об`єдналися в одне село.
На одному зі сходів (протокол №26 від 8.08.1928 р.) жителі села Синяки ухвалили рішення про перейменування свого населеного пункту. З 1928 року село почало називатися Григоро-Іванівкою на честь голови Всеросійського центрального виконавчого комітету  Григорія Івановича Петровського.
Радянську владу встановлено в січні 1918 року. Партійну й комсомольську організації створено в 1929 році.
У зв'язку з декомунізацією в 2016 році село Григоро-Іванівка перейменували на Ніжинське.
Під час Другої світової війни 333 жителі билися на фронтах і в партизанських загонах проти німецьких загарбників, 132 з них нагороджено комуністичними орденами й медалями. 218 чоловік загинуло. У листопаді 1970 року на їхню честь споруджено обеліск Слави.

### Школа
На середину 70-х років ХІХ століття припадає процес відкриття в Синяках початкового народного училища, у якому стали навчати грамоти та інших шкільних премудростей дітей жителів села.
У 1886 році в с. Синяки учні початкового училища розпочали навчання в новозбудованому навчальному приміщенні, яке збереглося і в наші дні. До відкриття школи заняття проходили у пристосованому приміщенні.  Сьогодні - це споруда названої в народі "старої" школи, де містяться спортивна кімната та майстерня (зараз перебудовується у дитячий садок). У різні часи до старого приміщення були добудовані додаткові приміщення.
У 90-х роках XIX століття Синяківське початкове народне училище було перейменоване в земську школу. Це означало, що основні витрати на утримання школи лягали на плечі ніжинського повітового земства.
У 1902 році продовжувала функціонувати школа і за станом на 1 січня тут навчалось 67 учнів (61 хлопчик і 6 дівчаток). У шкільній бібліотеці нараховувалось 121 книга для вчителів, 50 навчальних посібників, 38 атласів і карт.
У 80-х роках XX століття була збудована нова школа, яка працює й досі. У 90-х роках були добудовані 2 корпуси.

### Церква
Також цікаву історію має сільська церква. За легендою в селі була інша церква, а на місці сучасної було болото.  Одного разу коли селяни косили траву біля болота, вони знайшли в траві дерев`яну ікону Пресвятої Богородиці. Її віднесли до місцевої церкви. Наступного дня ту саму ікону знову знайшли в тому самому місці. І так повторилося кілька разів. Селяни запропонували збудувати на тому місці церкву. Спочатку будувати не хотіли, бо навкруги болото, вважали що церква завалиться. Але згодом церкву побудували. Знайдена ікона досі зберігається в церкві. Стара церква, після збудування нової потонула в болоті. На тому місці з землі виглядає дерев`яний хрест з купола церкви.
Певний час церква була зачинена через відсутність священника. У воєнні часи в приміщенні церкви були хімічні склади. Потім там був дитячий садок, а згодом приміщення знову перелаштували  в церкву .

## Населення

### Мова
Розподіл населення за рідною мовою за даними перепису 2001 року:
| Мова            | Кількість | Відсоток |
| --------------- | --------- | -------- |
| українська      | 1163      | 98.48%   |
| російська       | 17        | 1.44%    |
| інші/не вказали | 1         | 0.08%    |
| Усього          | 1181      | 100%     |

## Відомі люди
У 1925—1930 рр. в селі та його околицях збирав колекції птахів відомий український зоолог Всеволод Великанів. Ці колекції нині зберігаються в зоологічному відділі Національного науково-природничого музею НАН України (Київ).
- Лупікс Яніс Модрисович — молодший сержант Збройних сил України, учасник російсько-української війни 2014—2017.
- Костюченко Василь Власович, 1922 р.н. Ветеран ВВВ, старший лейтенант, закінчив Київське військове піхотне училище в 1942 році. На фронтах вітчизняної війни з 25.02.1942 по 1946 рік. За героїзм та відмінні бойові дії має три подяки від Верховного Головнокомандувача, нагороджений орденом «Червоної зірки», орденами «Вітчизняної війни» І-ІІІ ст. та багатьма медалями

## Герб і прапор (проєкти)
У синьому щиті срібна підкова ріжками донизу, над якою срібний хрест із розширеними кінцями. Обабіч хреста дві золоті корони. Щит увінчано золотою сільською короною з колосків.
Колір щита нагадує про первісну назву села – Синяки. Хрест із двома коронами символізує храм святих царів Костянтина і Олени, срібна підкова – річка В’юниця, яка в Ніжинському має характерну течію з підковоподібними вигинами.